# Choerophryne pandanicola
Choerophryne pandanicola es una especie de anfibio anuro de la familia Microhylidae.

## Distribución geográfica
Esta especie es endémica de la provincia de Enga en Papua Nueva Guinea. Se encuentra a 2900 m de altitud.

## Descripción
Los machos miden de 18.0 a 19.6 mm.

## Etimología
Su nombre de especie, compuesto del latín pandanus, en referencia al género de las plantas Pandanus y colus, "habitat", le fue dado en referencia a su hábitat. 

## Publicación original
- Günther & Richards, 2012 : Five new microhylid frog species from Enga Province, Papua New Guinea, and remarks on Albericus alpestris (Anura, Microhylidae). Vertebrate Zoology, vol. 61, n.º 3, p. 343-372[2]